# Resolució 844 del Consell de Seguretat de les Nacions Unides
La Resolució 844 del Consell de Seguretat de les Nacions Unides fou adoptada per unanimitat el 18 de juny de 1993. Després de reafirmar la Resolució 713 (1991) i les resolucions posteriors, el Consell va observar el deteriorament de la situació a Bòsnia i Hercegovina i va autoritzar un reforç de la Força de Protecció de les Nacions Unides (UNPROFOR).
Actuant sota el dret internacional humanitari, es van enviar uns altres 7.600 efectius per completar la UNPROFOR d'acord amb un informe del Secretari General Boutros Boutros-Ghali de conformitat amb la resolució 836 (1993). També es van fer crides demanant més personal addicional als estats membres, així com equips i suport logístic.
Es va reafirmar la decisió d'utilitzar la força aèria a la rodalia de la zones segures de Tuzla, Žepa, Bihać, Goražde, Sarajevo i Srebrenica per tal de proporcionar assistència a la UNPROFOR, instant els Estats membres a cooperar amb el secretari general sobre la qüestió.